# Dionysios III de Constantinople
Dionysios III de Constantinople (en grec : Διονύσιος Γ΄ Βαρδαλής) fut patriarche de Constantinople du 29 juin 1662 au 21 octobre 1665.

## Sources
- Venance Grumel, Traité d'études byzantines, « I. La Chronologie », Presses universitaires de France, Paris, 1958, p. 438.